# 9947 Takaishuji
9947 Takaishuji este un asteroid din centura principală de asteroizi.

## Descriere
9947 Takaishuji este un asteroid din centura principală de asteroizi. A fost descoperit pe 17 august 1990 la Observatorul Palomar de Eleanor Francis Helin. Asteroidul prezintă o orbită caracterizată de o semiaxă mare de 2,33 ua, o excentricitate de 0,25 și o înclinație de 21,9° în raport cu ecliptica.